# كونغرس تكساس
كونغرس تكساس (بالإنجليزية: Texas Legislature)‏ هي الهيئة التشريعية لتكساس، تتكون من المجلس الأعلى مجلس شيوخ تكساس 
الذي يضم 31 مقعداً، والمجلس الأدنى مجلس نواب تكساس الذي يضم 150 مقعداً.